# Terrell Owens
Terrell Eldorado Owens (nascido em 7 de dezembro de 1973), popularmente conhecido por suas iniciais, T.O., é um ex-jogador de futebol americano que jogava como wide receiver na National Football League (NFL) por 16 temporadas.
Ele foi selecionado seis vezes pro Pro Bowl e cinco vezes para o Primeiro-Time All-Pro. Owens detém ou compartilha vários recordes da NFL. Ele ocupa o segundo lugar no ranking de todos os tempos de jardas recebidas com 15.934 e é terceiro touchdowns em 153.
Depois de jogar futebol americano universitário e basquete na Universidade do Tennessee em Chattanooga, Owens foi selecionado na terceira rodada do Draft de 1996 pelo San Francisco 49ers. Owens foi membro da equipe por sete temporadas até que ele foi trocado para o Philadelphia Eagles em 2004. Dois anos depois, ele assinou com o Dallas Cowboys e ficou na franquia por três temporadas. A carreira da NFL de Owens terminou depois de uma temporada com o Buffalo Bills e uma com o Cincinnati Bengals. Ele jogou pela última vez profissionalmente no Allen Wranglers da Indoor Football League em 2012. 
Embora considerado um dos melhores jogadores da sua época, Owens criou teve várias controvérsia durante a sua carreira profissional e também atraiu a atenção para as suas celebrações de touchdown. Ele foi introduzido no Hall da Fama em 2018.

## Início da vida
Owens é filho de L.C. Russell e Marilyn Heard e nasceu em Alexander City, Alabama. Ele cresceu com outros três irmãos e foi criado por sua mãe e avó. Ele gostava de assistir futebol americano, especialmente seu jogador favorito, Jerry Rice. No entanto, a avó de Owens inicialmente proibiu-o de praticar esportes até o ensino médio. Owens frequentou a Benjamin Russell High School, onde praticou futebol americano, beisebol, atletismo e basquete.
Owens não jogou em seu time de futebol americano até o seu penúltimo ano, quando um de seus companheiros perdeu um jogo devido a uma doença.

## Família
Owens é pai de duas filhas e dois filhos, de quatro mães diferentes. Em setembro de 2011, Owens foi processada por Melanie Paige Smith III, a mãe de sua filha, por não pagar pensão alimentícia, mas o caso foi resolvido antes do julgamento. Owens insistiu que a razão para o não pagamento de pensão alimentícia era devido a sua diminuição de salários na NFL e Smith estava ciente disso.
Em 8 de maio de 2012 em um episódio da série de TV, Dr. Phil, três das quatro mães de seus filhos acusaram Owens de ficar aquém de seus pagamentos mensais de pensão alimentícia. Owens disse que estava pagando cerca de US $ 45 mil por mês em pensão alimentícia.

## Carreira na Faculdade
Enquanto estava matriculado na Universidade do Tennessee em Chattanooga, Owens praticou basquete, futebol americano e atletismo. Owens jogou no Torneio de Basquete NCAA de 1995. Enquanto jogava futebol americano na faculdade, Owens usou a camisa de número 80 em homenagem a seu ídolo, Jerry Rice.
Ele se tornou titular em seu segundo ano. Owens pegou 38 passes para 724 jardas e oito touchdowns durante seu segundo ano e 34 passes para 357 jardas e três touchdowns durante o seu penúltimo ano. Tendo ganho respeito na NCAA, Owens enfrentou dupla cobertura com mais frequência durante seu último ano e foi limitado a 43 recepções para 667 jardas e um touchdown.
Owens detinha o recorde de recepções em uma única temporada até que foi quebrado em 2007 por Alonzo Nix.
No seu último ano, ele participou da equipe de revezamento 4×100 no campeonato da NCAA. Ele também participou do Senior Bowl, um jogo em preparação para o Draft da NFL. 

## Carreira Profissional
| 1.90 m                              | 97 kg | 0.88 m | 0,27 m | 4.65 s | 1.59 s | 2.72 s | 4.26 s | 0.84 m | 3.05 m |
| Todos os valores do Combine de 1996 |       |        |        |        |        |        |        |        |        |

### San Francisco 49ers
Por ter jogado futebol universitário na Universidade do Tennessee, uma escola da FCS que não teve uma temporada vitoriosa durante o período em que esteve lá, a visibilidade de Owens para os olheiros da NFL foi reduzida e ele caiu para a terceira rodada no Draft de 1996. O San Francisco 49ers o selecionou na 89º posição geral. 

#### Temporada de 1996
Owens jogou seu primeiro jogo profissional contra o New Orleans Saints, onde atuou como membro das equipes especiais dos 49ers. Suas duas primeiras recepções foram registradas contra o Carolina Panthers em 22 de setembro de 1996, para um total de seis jardas. Seu primeiro touchdown veio em 20 de outubro contra o Cincinnati Bengals; no quarto quarto, ele pegou um passe de touchdown de 45 jardas de Steve Young, que empatou um jogo vencido pelos 49ers por 28-21.

#### Temporada de 1997
Depois que o principal recebedor dos 49ers, Jerry Rice, sofreu uma lesão no Ligamento cruzado anterior no início da temporada da NFL de 1997, Owens assumiu o lugar de Rice no time.
Ele e o quarterback, Steve Young, ajudaram o 49ers a vencer 13 jogos naquela temporada; Owens terminou com 936 jardas e oito touchdowns; ele acrescentou um touchdown na vitória dos playoffs contra o Minnesota Vikings.

#### Temporada de 1998
Em 1998, 49ers terminaram a temporada com uma campanha de 12-4 e o primeiro ano de 1.000 jardas de Owens, quando ele pegou 67 passes para 1.097 jardas e quatorze touchdowns; ele até teve um touchdown terrestre em outubro contra o St. Louis Rams. No jogo do Wild Card, os 49ers enfrentaram o Green Bay Packers. Owens fez o touchdown vencedor do jogo em uma vitória de virada por 30-27. Eles perderam para o Atlanta Falcons no Divisional Round por 20-18.

#### Temporada de 1999
Em 1999, Owens teve 60 capturas para 754 jardas e quatro touchdowns. Young se aposentou após a temporada, depois que ele foi incapaz de passar por exames médicos como resultado de uma concussão sofrida naquela temporada. Jeff Garcia foi nomeado como o quarterback titular dos 49ers na temporada seguinte.

#### Temporada de 2000
Em 2000, os 49ers conseguiram ganhar apenas seis jogos. No entanto, Owens teve um dia de recorde em 17 de dezembro de 2000, com 20 recepções para 283 jardas em uma vitória por 17-0 sobre o Chicago Bears. O recorde de 20 recepções superou a marca de 50 anos de Tom Fears (que foi superada por Brandon Marshall, que fez 21 recepções em um jogo em 2009). Owens terminou o ano com 1.451 jardas e treze touchdowns.

#### Temporada de 2001
Os 49ers de 2001 tiveram uma campanha de 12-4, mas foram derrotados pelos Packers em um jogo do Wild Card. Owens terminou a temporada com dezesseis touchdowns e 1.412 jardas.

#### Temporada de 2002
Em 2002, Os 49ers seguiram com uma campanha de 10-6 e teve seu 17º título da NFC West; nesta temporada, Owens teve 100 recepções para 1.300 jardas e 13 touchdowns. Os 49ers receberam o New York Giants no Wild Card; Owens teve dois touchdown e pegou duas conversões de 2 pontos na vitória dos 49ers por 39-38. No entanto, eles perderam por 31-6 para o Tampa Bay Buccaneers, que segurou Owens para apenas quatro recepções para 35 jardas.

#### Temporada de 2003
Na temporada seguinte, em 2003, mostrou-se abaixo do nível dos 49ers e eles terminaram com uma campanha de 7-9. Foi quando Owens decidiu sair.
No verão de 2004, quando Garcia era jogador do Cleveland Browns e Owens era jogador do Philadelphia Eagles, Owens fez uma entrevista para a revista Playboy, onde lhe perguntaram sobre os rumores de longa data de que Garcia era homossexual, ao que ele sugeriu que achava que poderia haver verdade nos rumores.
Embora Owens estivesse ansioso para deixar os 49ers, o time afirmou que o agente anterior de Owens, David Joseph, havia perdido o prazo para anular os últimos anos de seu contrato com a equipe. A Associação de Jogadores da Liga Nacional de Futebol Americano e Owens contestaram esta afirmação, alegando que o prazo referido pelos 49ers não era o prazo aplicável. Em 4 de março de 2004, San Francisco, acreditando que ainda detinha os direitos de Owens, tentou negocia-lo com o Baltimore Ravens por uma segunda rodada no Draft de 2004. No entanto, Owens desafiou o direito dos 49ers de fazer o negócio. Owens assumiu que se tornaria um agente livre em 3 de março e não acreditava que o prazo anterior fosse aplicável.
Assim, ele negociou com outras equipes e chegou a um contrato com o Philadelphia Eagles, cuja base de fãs apoiou fortemente Owens em seu desejo de jogar pela equipe. A NFLPA arquivou uma queixa em seu nome.
Antes que um juiz pudesse tomar uma decisão sobre a queixa de Owens, a NFL e as três equipes envolvidas na controvérsia chegaram a um acordo em 16 de março de 2004. Os 49ers receberam uma escolha de quinta rodada condicional e o defensive end Brandon Whiting em troca dos direitos de Owens. O contrato de Owens com os Eagles valia US $ 49 milhões por sete anos, incluindo um bônus de assinatura de US $ 10 milhões.
Em setembro de 2004, Owens lançou sua autobiografia: Catch This! Going Deep with the NFL's Sharpest Weapon, que ele co-escreveu com o autor Stephen Singular.

### Philadelphia Eagles

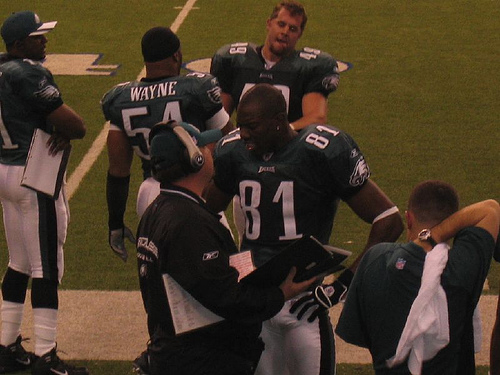
Owens (81) nos Eagles conversando com um treinador.

#### Temporada de 2004
Em 19 de dezembro de 2004, Owens sofreu uma lesão no tornozelo e uma fíbula fraturada quando o safety do Dallas Cowboys, Roy Williams, o derrubou. A lesão de Owens exigiu cirurgia, incluindo a inserção de um parafuso na perna, o treinador dos Eagles, Rick Burkholder, afirmou que ele perderia o resto da temporada, com apenas chance de jogar no Super Bowl, se os Eagles avançassem.
Depois que os Eagles derrotaram o Atlanta Falcons na Final da NFC, Owens desafiou os médicos e jogou no Super Bowl XXXIX. O médico pessoal de Owens, James "Buddy" Primm, ajudou a recuperar Owens muito mais cedo que o previsto com o uso de uma câmara hiperbárica. Owens foi titular no jogo e teve nove recepções para 122 jardas, mas os Eagles perderam para o New England Patriots. Após o jogo, Owens afirmou que a mídia teria chamado Brett Favre de "guerreiro" por jogar com tal lesão, mas que "Eu, eles disseram que era egoísta".

#### Temporada de 2005
Em abril de 2005, Owens anunciou que havia contratado um novo agente, Drew Rosenhaus, e indicou que procuraria ter seu contrato com os Eagles renegociado. Owens ganhou $ 9 milhões em 2004 (a maioria dos quais era dinheiro de bônus, já que seu salário base era de apenas $ 660.000) e estava programado para receber $ 4,5 milhões em 2005. Este montante de dois anos não colocou Owens entre os recebedores mais bem pagos.
Ele também fez um comentário dizendo que "não era o cara que se cansava no Super Bowl". A observação, dirigida ao quarterback Donovan McNabb, causou polêmica entre eles. Em 1º de julho, o relacionamento de Owens com os Eagles ficou ainda mais tenso depois que o proprietário das Eagles, Jeffrey Lurie, e o presidente, Joe Banner, negaram permissão a Owens para jogar basquete em uma liga de verão sob os auspícios do Sacramento Kings.
Owens continuou a fazer lobby para um novo contrato. Owens se encontrou com o treinador Andy Eagid e o presidente Joe Banner, mas nenhum acordo foi alcançado (isto estava de acordo com a política dos Eagles contra renegociações de contrato). Owens ameaçou ficar fora dos treinamentos até que um acordo fosse alcançado.
Quando a temporada de 2005 começou, Owens estava no segundo ano de um contrato de US $ 49 milhões de sete anos. O valor de US $ 49 milhões foi rotineiramente elogiado pela mídia esportiva como um exemplo da ganância de Owens mas o dinheiro garantido para ele estava abaixo da média anual de um receptor de primeira linha.
Em 2005, depois de um jogo contra o Dallas Cowboys em 9 de outubro, em que os Eagles perderam, Owens foi visto por repórteres vestindo uma camisa do ex-jogador dos Cowboys, Michael Irvin, no avião da equipe. Em 2 de novembro, Owens esteve envolvido em uma discussão na sala de treinamento com o embaixador da equipe, Hugh Douglas, o que levou a uma briga entre os dois. A briga teria sido iniciado depois que Douglas disse que havia jogadores na equipe que estavam fingindo lesões.
Durante uma entrevista a ESPN no dia seguinte, Owens fez vários comentários que os fãs de Eagles perceberam como golpes verbais em McNabb e na equipe. Nessa entrevista, quando perguntado se ele concordava com um comentário feito pelo analista Michael Irvin dizendo que os Eagles estariam invictos se Brett Favre estivesse na equipe, Owens respondeu: "Essa é uma boa avaliação. Eu concordo com isso". Owens continuou afirmando que, se Favre fosse o quarterbacks dos Eagles, "sinto que estaríamos em uma situação melhor". Owens declarou em seu programa de rádio que suas observações foram tiradas do contexto, observando que ele havia acabado de declarar que o registro dos Eagles também seria melhor se McNabb não tivesse se lesionado.  Embora ele não tenha comentado a desconsideração de Owens na época, McNabb declarou mais tarde em uma entrevista que "foi definitivamente um tapa na cara para mim".
Dois dias após a entrevista, os Eagles suspenderam Owens indefinidamente por "conduta prejudicial à equipe". De acordo com o agente de Owens, Drew Rosenhaus, o treinador Andy Reid exigiu que Owens fizesse um pedido público de desculpas a McNabb. Um pedido de desculpas foi elaborado por Rosenhaus, mas Owens recusou-se a ler. O pedido de desculpas que ele leu na TV não abordou McNabb diretamente. No dia seguinte, Reid anunciou que a suspensão de Owens seria aumentada para quatro jogos e que ele seria desativado pelo restante da temporada.
Em 8 de novembro, Owens e Rosenhaus fizeram uma coletiva de imprensa na residência de Owens, onde ele pediu desculpas aos fãs, à equipe e especificamente a McNabb e também fez um apelo pela reintegração à equipe.
A Associação de Jogadores da NFL apresentou uma queixa contra os Eagles, alegando violação do contrato, mas a suspensão e a desativação da Owens foram confirmadas por um juiz.
Na temporada seguinte, Owens foi dispensado pelo Philadelphia Eagles e acabou assinando com o Dallas Cowboys.

### Dallas Cowboys
Em 14 de março de 2006, o Philadelphia Eagles dispensou Owens. Quatro dias depois, em 18 de março de 2006, Jerry Jones anunciou que o Dallas Cowboys havia contratado Owens em um contrato no valor de US $ 25 milhões por três anos, incluindo um bônus de assinatura de US $ 5 milhões, com um salário de US $ 5 milhões no primeiro ano.

#### Temporada de 2006
Owens retornou ao campo durante a abertura da temporada 2006 contra o Jacksonville Jaguars. O jogo terminou em uma vitória dos Jaguares e Owens teve 8 recepções para 80 jardas e um touchdown. Na semana seguinte contra os Redskins, Owens quebrou o dedo enquanto bloqueava e foi forçado a deixar o jogo. Ele retornou no jogo seguinte contra o Tennessee Titans, onde foi responsável por 88 jardas.
Na semana seguinte, Owens fez seu retorno muito aguardado para a Filadélfia, onde jogou contra seu ex-companheiro de equipe, Donovan McNabb. Após seu retorno, Owens foi recebido por uma chuva de insultos furiosos durante todo o jogo. Owens teve três recepções para 45 jardas, enquanto os Cowboys perderam por 38-24.
Depois que os Cowboys derrotaram o Atlanta Falcons por 38-28, o proprietário Jerry Jones revelou que Owens havia machucado um tendão no mesmo dedo que ele quebrou no início da temporada. Os médicos recomendaram uma cirurgia mas Owens decidiu arriscar e decidiu esperar até o final da temporada para reparar o dano. "Não há dúvida sobre o que ele está disposto a fazer por sua equipe", disse Jones.
Owens liderou a liga na temporada regular com 13 recepções de touchdown. Em 1 de março de 2007, ele foi operado duas vezes para reparar o dedo anular direito.

#### Temporada de 2007

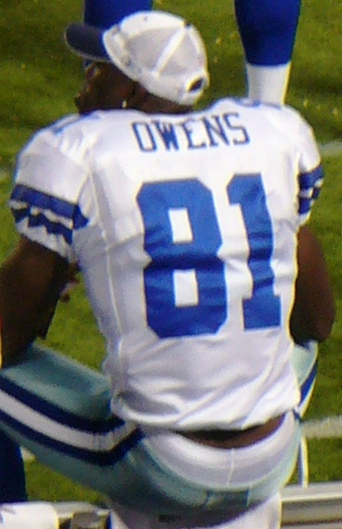
Owens, em agosto de 2007

Na temporada de 2007, Owens e os Cowboys começaram a viver de acordo com seu potencial. Em 18 de novembro, Owens empatou o recorde da franquia de touchdowns feitos com 4 contra o Washington Redskins.
Com seu touchdown contra Green Bay em 29 de novembro, Owens se tornou o primeiro jogador na história da NFL com pelo menos um touchdown e seis recepções em sete jogos seguidos. Também com essa vitória, o Cowboys garantiu a vaga nos playoffs pela segunda temporada consecutiva, fazendo desta a terceira vez que Owens participaria de duas pós-temporadas seguidas. Owens foi selecionado para o Pro Bowl. Em 9 de janeiro, Owens foi selecionado para a Equipe All-Pro junto com os colegas Jason Witten e DeMarcus Ware.
Em 22 de dezembro, em um jogo da semana 16 contra o Carolina Panthers, Owens pegou seu 15º recepção para touchdown na temporada para definir um novo recorde dos Cowboys em uma temporada. Durante este jogo, no entanto, Owens sofreu uma entorse no tornozelo, o que o manteve fora do resto da temporada regular.
Owens estava liderando a liga em jardas e foi o segundo em touchdowns na temporada. Ele terminou a temporada com 81 recepções, 15 touchdowns e 1.355 jardas, quando a equipe terminou com uma campanha de 13-3 e garantiu a liderança da NFC.
Owens voltou para o Divisional Round contra o New York Giants, onde ele pegou quatro passes para 49 jardas e um touchdown. Os Cowboys perderam o jogo por 21-17 e Owens acabou chorando durante a conferência de imprensa pós-jogo.
No Pro Bowl, Owens pegou 7 passes para 101 jardas e 2 touchdowns. Apesar de seus esforços, o estreante do Minnesota Vikings, Adrian Peterson, foi nomeado MVP do jogo.

#### Temporada de 2008

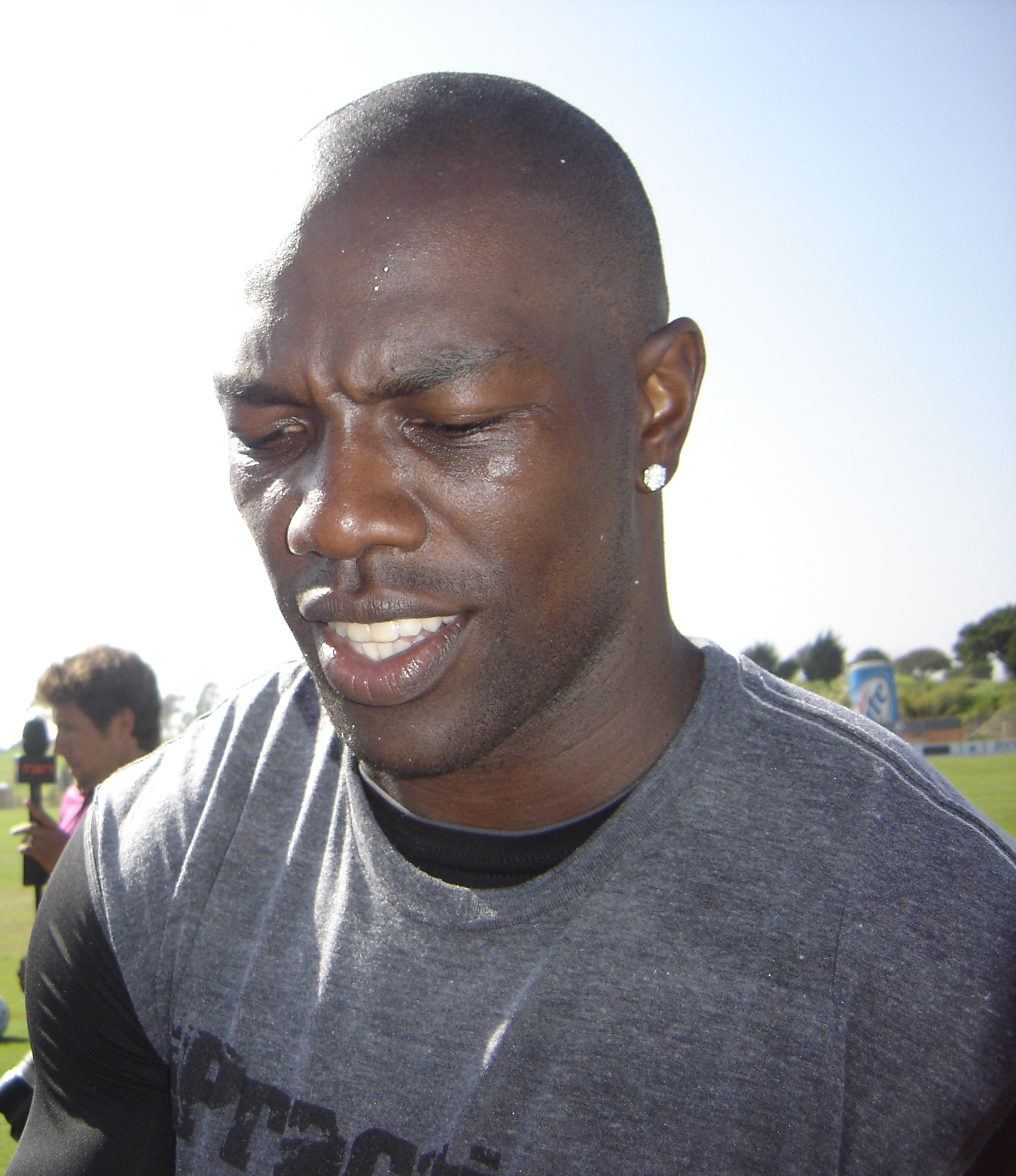
Owens em julho de 2008

No segundo jogo dos Cowboys na temporada de 2008, o último jogo de Monday Night Football no Texas Stadium, Owens passou Cris Carter para chegar ao segundo lugar na lista de mais touchdown de todos os tempos, atrás apenas do ex-companheiro de equipe, Jerry Rice.
Os Cowboys dispensaram Owens em 4 de março de 2009. Owens disse mais tarde que Jones havia assegurado que ele permaneceria com a equipe e que ele foi pego de surpresa por sua dispensa.

### Buffalo Bills
Em 8 de março de 2009, o Buffalo Bills assinou com Owens um contrato no valor de US $ 6,5 milhões por um ano.

#### Temporada de 2009
Owens teve sua primeira recepção com os Bills, quando ele teve uma jogada de 27 jardas em um derrota por 25-24 para o New England Patriots no Gillette Stadium. Com essa recepção, ele passou o ex-recebedor dos Bills, Andre Reed, na lista dos 20 maiores de todos os tempos em passes recebidos. Owens estreou com 2 recepções para 45 jardas no jogo.
Owens conseguiu seu primeiro touchdown em uma vitória por 33-20 sobre o Tampa Bay Buccaneers em 20 de setembro de 2009. Owens teve seu melhor jogo com os Bills na derrota por 15-18 para o Jacksonville Jaguars, com 9 recepções para 197 jardas e um touchdown.
Owens e Ryan Fitzpatrick estabeleceram um recorde de Bills para a recepção para touchdown mais longa da franquia quando Fitzpatrick se conectou com Owens para um TD de 98 jardas. O touchdown de 98 jardas é o mais longo de Owens. Ele também se tornou o jogador mais velho a ter uma recepção de touchdown de +76 jardas (35 anos, 350 dias). 
Owens tornou-se o sexto jogador a atingir 1.000 recepções na carreira. Ele conseguiu isso durante um jogo contra o Atlanta Falcons.

### Cincinnati Bengals

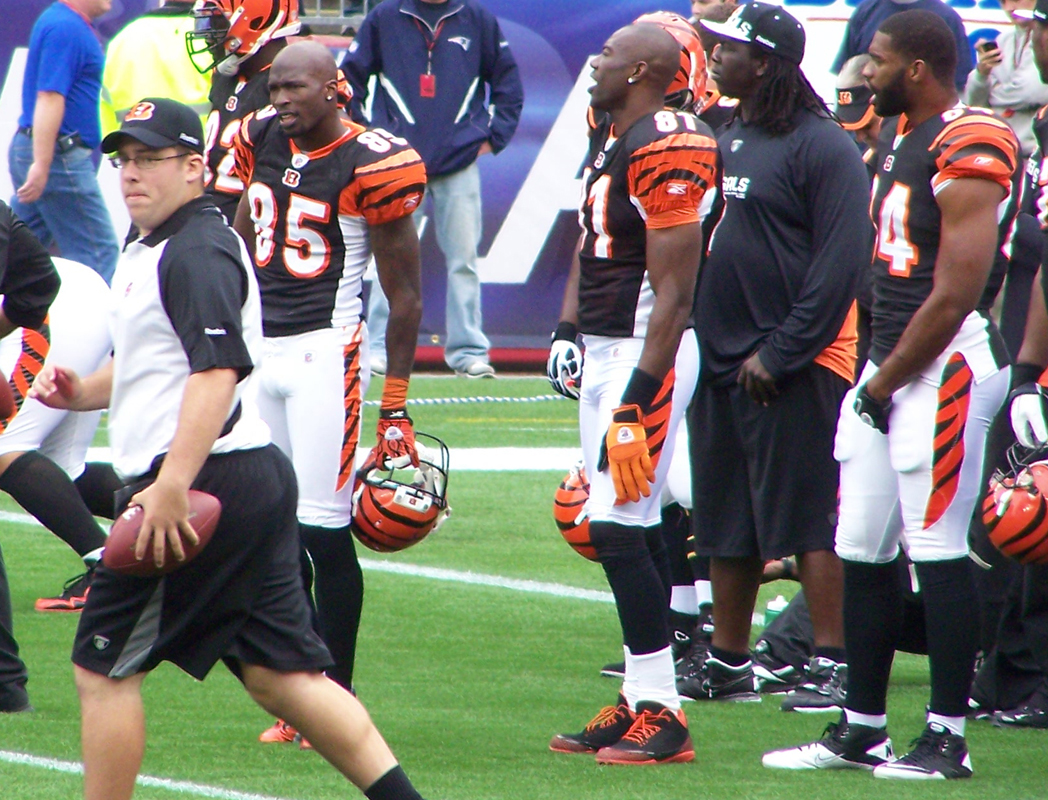
Owens (no meio) com Chad Ochocinco antes de um jogo contra o New England Patriots em setembro de 2010.

Em 27 de julho de 2010, Owens assinou um contrato de um ano com o Cincinnati Bengals. Estima-se que valesse dois milhões de dólares, com outros dois milhões de dólares possíveis de bônus. Ele se juntou a Carson Palmer e Chad Johnson, os quais fizeram lobby para que os Bengals assinassem com Owens. Com a aposentadoria de Isaac Bruce, Owens passou sua última temporada ativa na NFL como o líder ativo em jardas recebidas. Ele recebeu seu número habitual, # 81, dado a ele por Antonio Bryant em troca de uma quantia não revelada de dinheiro, alguns dos quais foram para uma instituição de caridade da escolha de Bryant.

#### Temporada de 2010
Contra o Cleveland Browns na semana 4, ele teve um jogo espetacular com 10 recepções, 222 jardas e um touchdown de 78 jardas. Em 21 de dezembro, Owens foi colocado na lista de reservas lesionados, pela primeira vez em sua carreira de 15 anos. Ele ainda conseguiu liderar todos os receptores dos Bengals em recepções (72), jardas (983) e touchdowns (9) na temporada. No entanto, os Bengals tiveram uma campanha de 4-12 e decidiram não renovar com Owens para a temporada de 2011.
Ele teve uma lesão no Ligamento cruzado anterior durante a pré-temporada de 2011 e passou por uma cirurgia em abril de 2011. Segundo seu agente, ele foi liberado para jogar em 19 de outubro. Ele realizou um treino televisionado em 25 de outubro, mas nenhuma equipe da NFL se interessou por ele.

### Allen Wranglers
Em 2 de novembro de 2011, o Allen Wranglers da Indoor Football League anunciaram que ofereceram um contrato de seis dígitos a Owens para disputar a temporada de 2012. Em 18 de janeiro de 2012, Owens anunciou via Twitter que ele havia aceitado a oferta dos Wranglers e se juntou ao seu grupo de proprietários.
Em sua estréia pelo Wranglers, Owens pegou três passes para 53 jardas e três touchdowns quando os Wranglers derrotaram o Wichita Wild por 50-30.
Suas estatísticas na temporada foram: 8 jogos disputados, 35 recepções, 420 jardas, 52,5 jardas por jogo e 10 touchdowns.
Em 29 de maio de 2012, Owens foi dispensados. Os co-proprietários dos Wranglers afirmaram que Owens foi dispensado por demonstrar falta de esforço dentro e fora do campo.

### Seattle Seahawks
Em 6 de agosto de 2012, Owens assinou um contrato no valor de US $ 925.000 por um ano com o Seattle Seahawks. Em 26 de agosto de 2012, Owens anunciou em sua conta no Twitter que os Seahawks o haviam dispensado.

### Possível retorno a NFL
Em 13 de janeiro de 2015, em entrevista ao Sports Illustrated Now, Owens afirmou que não havia se aposentado e que, depois de um hiato, havia treinado com vários jogadores da NFL durante a pré-temporada. Ele não afirmou quando planejava retornar à NFL.

### Flag Football
Em 28 de junho de 2017, Owens atuou como capitão de equipe do Team Owens no jogo inaugural da recém-formada American Flag Football League.

### Canadian Football League
Em 19 de junho de 2018, o Edmonton Eskimos da Canadian Football League (CFL) acrescentaram Owens à sua lista de negociação. Cerca de um mês depois, em 14 de julho, Owens exigiu que a equipe lhe oferecesse um contrato em 10 dias, caso contrário ele se tornaria um agente livre de CFL e estaria qualificado para assinar com qualquer uma das oito outras equipes da CFL. Em 20 de julho de 2018, Eskimos retiraram Owens de sua lista de negociações.
Em 5 de agosto de 2018, um dia depois de sua indução no Hall da Fame, Owens trabalhou para os Saskatchewan Roughriders.

## Controvérsias

### Desperate Housewives
Em 15 de novembro de 2004, Owens, vestindo o uniforme do Philadelphia Eagles, apareceu com a popular atriz de televisão Nicollette Sheridan (da série da ABC, Desperate Housewives) em uma apresentação introdutória que abriu a transmissão do Monday Night Football. Owens e os Eagles jogaram contra o Dallas Cowboys no Texas Stadium.
Alguns observadores (especialmente o técnico do Indianapolis Colts, Tony Dungy) condenaram a esquete como sendo sexualmente sugestivo por causa da remoção de uma toalha por Sheridan. A ABC mais tarde se desculpou por veiculá-lo. No entanto, em 14 de março de 2005, a Comissão Federal de Comunicações decidiu que a sátira não violava os padrões de decência, porque não continha nudez total ou linguagem suja. 

### Overdose de Hidrocodona em 2006
Alguns meios de comunicação em Dallas relataram na manhã de 27 de setembro de 2006 que Owens havia tentado se matar ingerindo intencionalmente uma dose grande de hidrocodona, um remédio contra dor. Um relatório policial apresentado na noite de 26 de setembro pareceu confirmar a tentativa, dizendo que o publicitário de Owens, Kim Etheredge, encontrou-o com uma garrafa vazia de analgésicos, arrancou duas pílulas de sua boca e ligou para o 911, após o qual uma ambulância o transportou para o Baylor University Medical Center.
De acordo com o relatório policial, Owens e Etheredge disseram que ele estava deprimido. O publicista de Owens, no entanto, refutou o relatório, afirmando que Owens havia sofrido uma reação alérgica à medicação combinada com um suplemento dietético. A ESPN informou que cerca de metade do relatório policial foi bloqueado, incluindo as frases "tentativa de suicídio por medicação analgésica" e "overdose de drogas".
Owens deixou o hospital em 27 de setembro. Em uma coletiva de imprensa após sua liberação, Owens negou ter feito uma tentativa de suicídio, afirmando que ele esperava se juntar à equipe para treinar na manhã seguinte. Ele afirmou que "não estava deprimido" e estava "muito feliz por estar aqui", e negou que os médicos tivessem bombeado seu estômago.
Depois, a assessora de Owens afirmou que a polícia havia se aproveitado. Na quinta-feira, 28 de setembro, o Departamento de Polícia de Dallas relatou que o incidente foi uma "overdose acidental" e encerrou a investigação.

### Incidente do Cuspe
Após o jogo de 16 de dezembro de 2006 contra o Atlanta Falcons, o cornerback dos Falcons, DeAngelo Hall, afirmou que Owens cuspiu na cara dele após uma jogada no início do jogo. Os repórteres não sabiam do incidente e Owens não foi questionado sobre isso até sua entrevista pós-jogo com a NFL Network, quando ele confirmou. Owens disse: "Eu fiquei frustrado e peço desculpas por isso. Foi uma situação em que ele continuou me segurando e me xingando." Hall disse que perdeu todo o respeito por Owens. Owens disse que foi um acidente que ocorreu enquanto eles estavam de rosto colado falando besteiras. Apesar de nenhuma evidência em vídeo, a NFL multou Owens em US $ 35.000 pelo incidente.
Depois de inicialmente recusar-se a receber um telefonema de Owens, Hall foi convencido por Deion Sanders a falar com Owens dois dias depois do incidente e mais tarde declarou que "limpou tudo".

### Hall da Fama
Owens não foi eleito para o Hall da Fama do Pro Football em seus dois primeiros anos de elegibilidade, apesar de ter sido classificado estatisticamente perto do topo de todas as categorias de jogadores na história da NFL. Comentaristas atribuíram a exclusão de Owens às suas questões fora de campo.
Em 2018, Owens foi eleito para o Hall of Fame. Em seguida, ele causou polêmica em sua indução, pulando a comemoração oficial em Canton, Ohio, e optando por hospedar sua própria comemoração na McKenzie Arena, no campus da Universidade do Tennessee em Chattanooga, sua cidade natal.
Ele foi o único a pular sua indução e, em vez disso, realizar uma cerimônia de posse separada.

## Celebrações de Touchdown
Durante sua carreira de jogador, Owens chamou a atenção por suas festas extravagantes depois de marcar touchdowns, alguns dos quais resultaram em multas da NFL.

### Comemorações em San Francisco
Em 24 de setembro de 2000, em Dallas, Owens correu duas vezes para o meio-campo depois de marcar touchdowns e ficou em cima do logo do Dallas Cowboys. Na segunda vez, o safety dos Cowboys, George Teague, o empurrou no meio-campo e iniciou uma briga entre as duas equipes. Teague foi expulso do jogo, enquanto Owens foi suspenso por uma semana pelo técnico Steve Mariucci.

### Comemorações no Philadelphia
- O "Bird Dance", "The Bird", ou "Wing Flap" tornou-se a marca registrada dele com os Eagles. Ele fazia o "Bird Dance" com freqüência durante a temporada de 2004, após uma grande jogada ou touchdown. Sua comemoração de touchdown foi ridicularizada por Hines Ward na primeira derrota da temporada dos Eagles em Pittsburgh. Depois de marcar, Ward flexionou e começou a bater os braços como um pássaro.[83]
- Owens imitou e ridicularizou a dança ritual pré-jogo de Ray Lewis, do Baltimore Ravens, depois de marcar um touchdown contra os Ravens na temporada de 2004.[84]

### Comemorações em Dallas
- No Dia de Ação de Graças contra o Tampa Bay Buccaneers em 23 de novembro de 2006, Owens doou a bola para o Exército de Salvação. Sobre a comemoração de touchdown, Owens disse: "Essa foi a minha doação. Espero que valha tanto quanto a multa".
- Em 16 de setembro de 2007, Owens zombou de Bill Belichick se escondendo atrás de um poste e segurando a bola na cara dele como se estivesse secretamente espionando e filmando o jogo. Os Cowboys foram penalizados em 15 jardas por "celebração excessiva".[85] Em 19 de setembro de 2007, a liga multou Owens com US $ 7.500 pela celebração.
- Em 4 de novembro de 2007, contra seu ex-time, o Philadelphia Eagles, Owens bateu as asas, imitando a dança que fazia quando estava nos Eagles. Isso, juntamente com a tumultuosa estadia de Owens com os Eagles, ganhou as vaias da multidão. Após o jogo, Owens disse: "Há muito amor nessas vaias".[86]

## Estatísticas Profissional
| Legenda | Legenda          |
| ------- | ---------------- |
| Negrito | Número mais alto |

| Ano      | Time     | Jogos | Jogos | Recebendo | Recebendo | Recebendo | Recebendo | Recebendo |
| Ano      | Time     | JD    | JT    | Rec       | Jardas    | Média     | Long      | TD        |
| -------- | -------- | ----- | ----- | --------- | --------- | --------- | --------- | --------- |
| 1996     | SF       | 16    | 10    | 35        | 520       | 14,9      | 46E       | 4         |
| 1997     | SF       | 16    | 15    | 60        | 936       | 15,6      | 56E       | 8         |
| 1998     | SF       | 16    | 10    | 67        | 1 097     | 16,4      | 79E       | 14        |
| 1999     | SF       | 14    | 14    | 60        | 754       | 12,6      | 36        | 4         |
| 2000     | SF       | 14    | 13    | 97        | 1 451     | 15,0      | 69E       | 13        |
| 2001     | SF       | 16    | 16    | 93        | 1 412     | 15,4      | 60E       | 16        |
| 2002     | SF       | 14    | 14    | 100       | 1 300     | 13,0      | 76E       | 13        |
| 2003     | SF       | 15    | 15    | 80        | 1 102     | 13,8      | 75E       | 9         |
| 2004     | PHI      | 14    | 14    | 77        | 1 200     | 15,6      | 59E       | 14        |
| 2005     | PHI      | 7     | 7     | 47        | 763       | 16,2      | 91E       | 6         |
| 2006     | DAL      | 16    | 15    | 85        | 1 180     | 13,9      | 56E       | 13        |
| 2007     | DAL      | 15    | 15    | 81        | 1 355     | 16,7      | 52E       | 15        |
| 2008     | DAL      | 16    | 16    | 69        | 1 052     | 15,2      | 75E       | 10        |
| 2009     | BUF      | 16    | 16    | 55        | 829       | 15,1      | 98E       | 5         |
| 2010     | CIN      | 14    | 11    | 72        | 983       | 13,7      | 78E       | 9         |
| Carreira | Carreira | 219   | 201   | 1 078     | 15 934    | 14,8      | 98E       | 153       |

## Recordes
Recordes da NFL
- - Único jogador na história da NFL a marcar um TD contra todos os 32 times da NFL
  - Único jogador na história da NFL a marcar dois ou mais touchdowns contra todos os 32 times da NFL
  - Único jogador na história da NFL a ter um 800 jardas com 5 equipes diferentes (Cincinnati Bengals, Buffalo Bills, Dallas Cowboys, Philadelphia, San Francisco 49ers)
  - Único jogador na história da NFL a ter 150 jardas de recepção em um jogo com 5 equipes diferentes (Cincinnati Bengals, Buffalo Bills, Dallas Cowboys, Philadelphia, San Francisco 49ers)
  - Único jogador na história da NFL a ter 200 jardas de recepção em um jogo com 3 equipes diferentes (Bengals, Cowboys, 49ers)
  - Jogador mais velho a acumular 200 jardas em um único jogo (36 anos, 300 dias)
  - Temporadas consecutivas com pelo menos 6 touchdowns, 2000-2010 (11) – empatado com Marvin Harrison 1996-2006, Jerry Rice 1986-1996, Don Hutson 1935-1945
  - Temporadas consecutivas com pelo menos 5 recepções para touchdown, 2000-2010 (11) – empatado com Marvin Harrison 1996-2006, Cris Carter 1991-2001, Tim Brown 1991-2001, Rice 1986-1996, Don Hutson 1935-1945
  - Temporadas consecutivas com pelo menos 5 touchdowns, 2000-2010 (11) – empate com Frank Gore 2006-2016, Marvin Harrison 1996-2006, Cris Carter 1991-2001, Tim Brown 1991-2001, Rice 1986-1996, Don Hutson 1935-1945
  - Temporadas consecutivas com pelo menos 4 recepções para touchdown, 1996-2010 (15)
  - Temporadas consecutivas com pelo menos 4 touchdowns, 1996-2010 (15)
  - Temporadas consecutivas com pelo menos 3 recepções para touchdown, 1996-2010 (15)
  - Temporadas consecutivas com pelo menos 3 touchdowns, 1996-2010 (15)
  - Temporadas consecutivas com pelo menos 700 jardas recebidas, 1996-2010 (15) - empatado com Tony Gonzalez, 1999-2013
  - Um dos sete jogadores a ter pelo menos 2 recepções de mais de 90 jardas (John Taylor, Mike Quick, Gaynell Tinsley, Steve Watson, Willard Dewveall, e Mike Wallace)
  - Um dos 12 jogadores com pelo menos 2 TDs de 90 jardas

Recordes dos 49ers
- - Mais recepções em um único jogo: 20 (12/17/00 vs Chicago Bears)[87]
  - Mais jardas recebidas em um Sunday Night Football: 283 (12/17/00 vs Bers) (15 Semanas)

Recordes dos Eagles
- - Mais recepções para touchdown em uma única temporada: 14 (2004)[88]
  - Mais jardas recebidas por jogo: 109.0 (2005)

Recordes dos Cowboys
- - Mais jogos consecutivos com uma recepção para touchdown: 7 (2007). Recorde dividido com Franklin Clarke (1961-1962), Bob Hayes (1965-1966) e Dez Bryant (2012)[89]
  - Mais recepções para touchdown em um único jogo: 4 (11/18/07 vs Washington Redskins). Registro dividido com Bob Hayes (12/20/70)
  - Mais jardas recebidas por jogo: 76.3 (2006-2008)

Recordes dos Bills
- - Maior recepção: 98 jardas (11/22/09 vs Jacksonville Jaguars)[90]
  - Maior jogada vinda da linha de scrimmage: 98 jardas de recepção (11/22/09 vs Jaguares)

Recordes dos Bengals
- - Mais jardas de scrimmage em um único jogo de um jogador com mais de 30 anos: 222 (10/3/10 vs Cleveland Browns)

Recordes da Carreira
- - 5º jogador a atingir 150 touchdowns
  - 6º jogador a atingir 1.000 recepções,
  - 6º jogador a atingir 100 recepções para touchdown
  - 6º jogador a atingir 14.000 jardas recebidas
  - 3º jogador a atingir 150 recepções para touchdown
  - 3ª jogador a atingir 15.000 jardas recebidas
  - Através de 15 temporadas, tem 156 touchdowns, 15,934 jardas, 1,078 recepções e 3 dois pontos de conversões
  - Média de um touchdown por jogo, em 2001, 2004 e 2007[91]
  - Nove temporadas de 1.000 jardas incluindo cinco consecutivos (2000-2004)
  - Chegou a 100 recepções em apenas 14 jogos em 2002
  - Liderou a Liga em touchdowns em 2001, 2002 e 2006[92]
  - Terceiro de todos os tempos em recepções para touchdown (atrás de Jerry Rice e Randy Moss)
  - Segundo de todos os tempos em jardas recebidas na temporada regular (atrás de Rice).
  - Oitavo de todos os tempos em recepções na temporada regular (atrás de Rice, Tony Gonzalez, Marvin Harrison, Cris Carter, Tim Brown, Larry Fitzgerald, e Jason Witten[93]